# Matee Ajavon
Pour les articles homonymes, voir Ajavon.
Matee Ajavon, née le 7 mai 1986 à Shreveport en Louisiane, est une joueuse américano-libérienne de basket-ball.

## Biographie
Après la disparition des Comets de Houston, elle est choisie en deuxième position de la draft de dispersion et rejoint les Mystics de Washington.
En Europe, elles jouent quatre saisons en Turquie (11,8 points par match à Ankara) puis signe en janvier 2013 en Roumanie à Târgovişte.
Après avoir passé la saison 2013-2014 en Turquie à Mersin BSB (11,4 points, 2,4 rebonds, 3,7 passes décisives), elle signe durant l'été 2014 pour le club brésilien de Maranhao Basquete. Ses statistiques au Brésil sont de 14,3 points et 4,6 rebonds. Elle signe durant l'été 2015 pour le club polonais de Energa Torun.

## Club

### NCAA
- 2004-2008: Scarlet Knights de Rutgers

### WNBA
- 2008: Comets de Houston
- 2009-2013: Mystics de Washington
- 2014-2017  : Dream d'Atlanta

### Étranger
- 2008-2010 :  Fenerbahçe SK
- 2010-2011 :  Istanbul Universitesi
- 2011-2012 :  TED Ankara Kolejliler
- 2012-2013 :  Club Sportiv Municipal Târgoviște
- 2013-2014 :  Mersin BSB
- 2014-2015 :  Maranhao Basquete
- 2015-2016 :  Energa Torun
- 2016- :  Botaş Spor Kulübü

## Palmarès
- Coupe de Roumanie 2013[6]

## Distinctions personnelles
- WNBA All-Rookie Team 2008 [7]